# Leonid Teljatnikov
Leonid Petrovič Teljatnikov, ukrajinski gasilec * 25. januar 1951, Vvedenka, Kostanajska regija, Kazahstanska republika, Sovjetska zveza (zdaj Kazahstan) † 2. december 2004, Kijev, Ukrajina.
Teljatnikov je bil vodja gasilcev v jedrski elektrarni Černobil in je med nesrečo v elektrarni vodil skupino gasilcev do požara v reaktorju 4. Kljub radiološki nevarnosti niso imeli nobenih zaščitnih oblek, respiratorjev in delujočih dozimetrov. Iz rezultatov krvne preiskave je bilo ocenjeno, da je prejel 4 siverte sevanja. 

## Černobilska nesreča
Po navedbah je Teljatnikov po eksploziji 26. aprila 1986 vodil gasilske enote v reaktorju 4. Takrat je bil Teljatnikov šef vojaške požarne zaščite v Černobilski jedrski elektrarni. Teljatnikov in njegovi podrejeni so se večkrat povzpeli na močno poškodovano in s sevanjem močno onesnaženo streho reaktorja 4, da bi preprečili širjenje požara in obvarovali reaktor 3.

Drugi viri pravijo nekoliko drugače:
Major Leonid Teljatnikov, poveljnik gasilskega doma št. 2, je bil na počitnicah, vendar je živel v Pripjatu in je alarmni signal prejel po telefonu. Na mesto reaktorja je prispel približno 10 minut po začetku gašenja požara in nato prevzel splošno poveljevanje. Vzpel se je na streho reaktorja 3. Čeprav je bilo na strehi vsaj pet požarov, je reaktor še vedno deloval. Prednostne naloge gasilcev so bile jasne - požar so morali pogasiti na strehi nepoškodovanega reaktorja in v strojnici turbine.  Za to so uporabljali predvsem vodo. Kljub prizadevanjem niso mogli preprečiti širjenja požara, preden jih je nadomestila gasilska enota Kijeva. 
Leta 1987 je bil Teljatnikov imenovan za heroja Sovjetske zveze. Dva njegova podrejena prijatelja, Vladimir Pravik in Viktor Kibenok, sta nagrado prejela posmrtno, saj sta kmalu po nesreči umrla zaradi akutne sevalne bolezni.
Teljatnikov je službo nadaljeval na Ministrstvu za notranje zadeve ZSSR, po razpadu Sovjetske zveze pa v Ukrajini. Leta 1998 je Teljatnikov vodil prostovoljno gasilsko enoto v Kijevu in oblikoval program "Junior Firefighter". Zaradi raka je umrl decembra 2004 v starosti 53 let. Njegova smrt je bila pripisana izpostavljenosti sevanju in je naveden kot žrtev černobilske katastrofe.
26. aprila 2006, na dvajseto obletnico černobilske nesreče, so mu na pokopališču Baykove v Kijevu posvetili spomenik. 